# Pandanus collinus
Pandanus collinus är en enhjärtbladig växtart som beskrevs av Henry Nicholas Ridley. Pandanus collinus ingår i släktet Pandanus och familjen Pandanaceae. Inga underarter finns listade.